# Telegrafenamt Naumburg

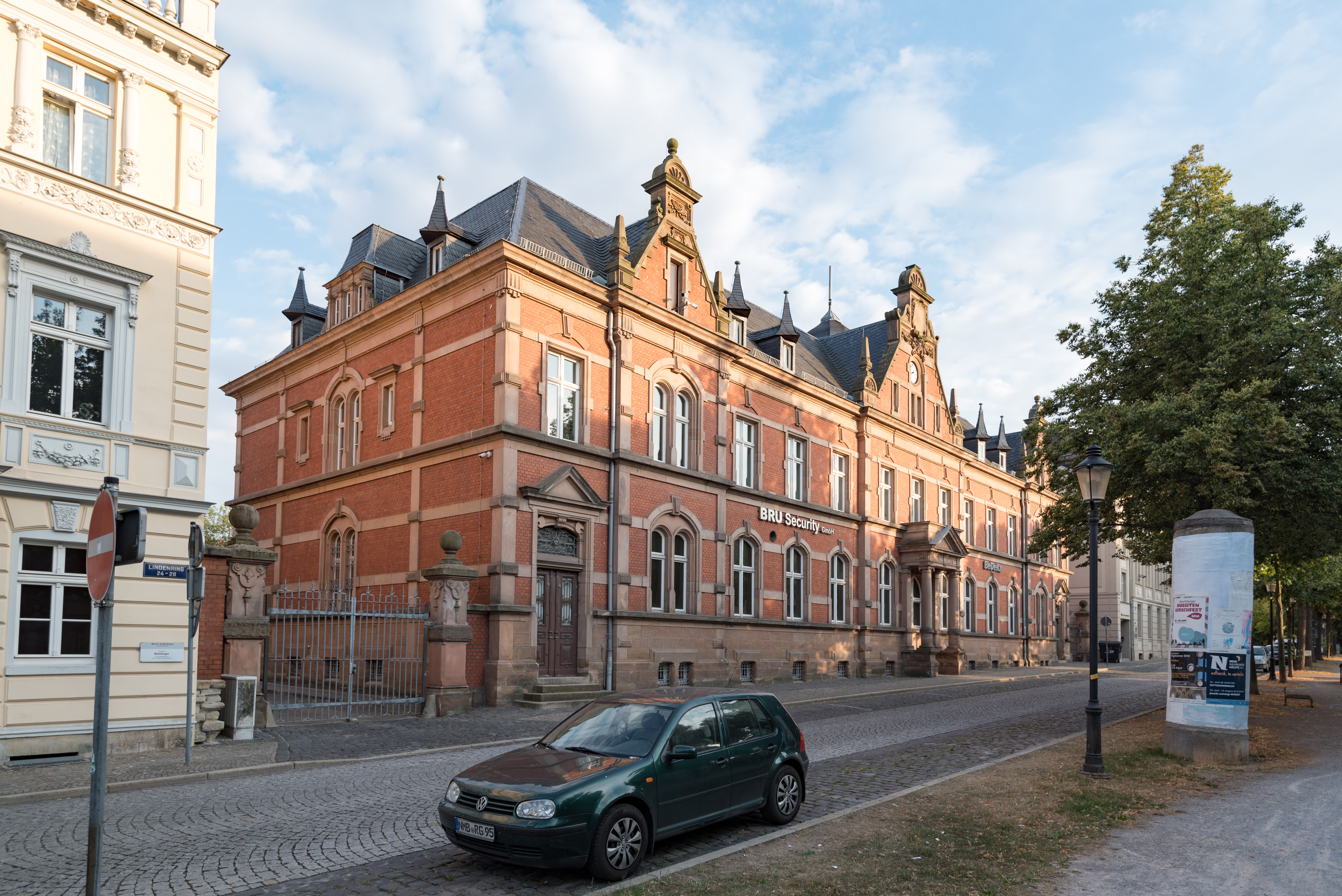
Telegrafenamt von Norden (2018)

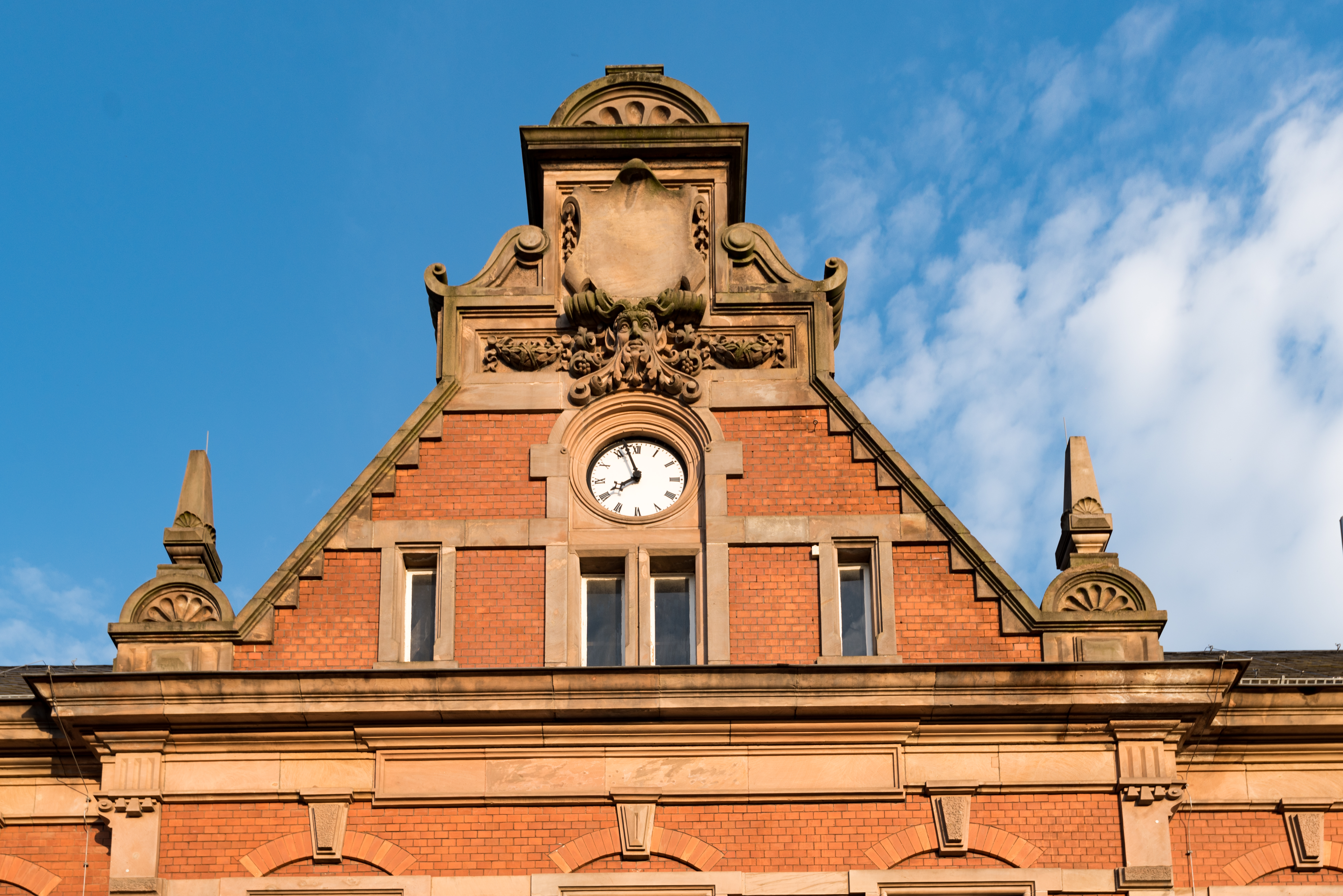
Hauptgiebel (2018)

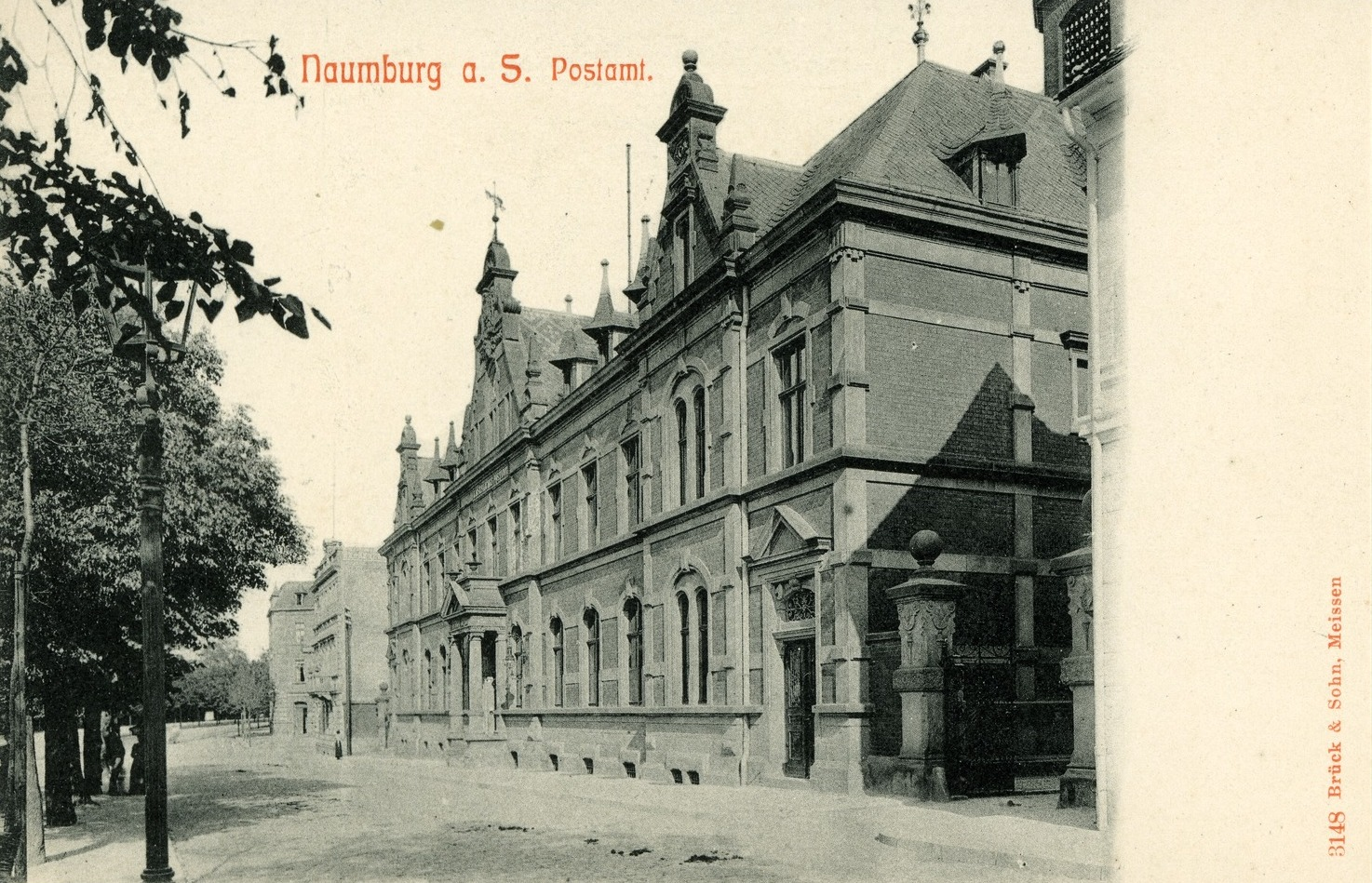
Telegrafenamt von Süden (1903)

Das Telegrafenamt in Naumburg ist eine ehemalige örtliche Dienststelle der Deutschen Post am Lindenring in der Stadt Naumburg (Saale) im Burgenlandkreis in Sachsen-Anhalt.

## Geschichte
Während bis in die 1820er Jahre hinein Poststationen Sachsens und Preußens in Naumburg bestanden (siehe hier), wurden diese sodann in der preußischen Zeit in einem ehemaligen Gasthof in der Jakobstraße konzentriert, der bis heute Alte Post genannt wird, weil er die Funktion eines Postamtes I. Klasse von 1823 bis 1889 innehatte. Bereits in den 1860er Jahren war dieser aber zu klein geworden, so dass man von 1869 bis zum Jahr 1876 die Nutzung als Telegrafenamt (Telegrafenanstalt) an den Lindenring auslagern musste. Im Jahr 1889 konnte dann aber ein neues Postamt am Lindenring (damals noch Lindenstraße genannt) fertiggestellt werden, so dass dieses nun zum Nachfolger der Alten Post wurde.
Trotz seiner Ausmaße wurde aber auch dieses 1888 begonnene Bauwerk bald zu klein, so dass erneut ein neues Postamt errichtet werden musste, das in den Jahren 1931 und 1932 am heutigen Heinrich-von-Stephan-Platz entstand. Für das Gebäude am Lindenring wurde nun das Fernmeldewesen zur Hauptaufgabe, da ohnehin seit dem 17. Januar 1889 die Telegrafenstation hierher verlegt worden war. Heute wird das Gebäude von einer Bildungseinrichtung und einer Sicherheitsfirma genutzt.

## Baubeschreibung
Das breitgelagerte Gebäude befindet sich an stadtbildprägender Stelle. Die langgestreckte Fassade mit ihren 13 Fensterachsen ist streng symmetrisch gestaltet, wird durch einen Mittel- und zwei Seitenrisalite mit jeweils eigenen Giebeln aufgeteilt. Mit Lisenen, Gesimsen und den drei Eingängen erfolgt eine weitere Untergliederung der Fassade. Diese besitzen jeweils einen Dreiecksgiebel, wobei nur der mittlere Eingang einen Portikus aufweist. Die Fenster im Erdgeschoss sind rundbogig, im Obergeschoss sind sie hingegen lediglich bei den Seitenrisaliten so geformt, in denen die Fenster zudem gepaart angeordnet wurden. Das Kellergeschoss und die Detailgliederungen heben sich durch die Verwendung von Sandstein ab, die als Hausteine und Eckquader Verwendung fanden. Ansonsten kamen Mauerziegel zum Einsatz.
Das Dach an der Straßenseite prägen neben den drei Giebeln, die von jeweils zwei Obelisken flankiert werden, Dachgauben, die sich auch auf dem Nord- und Südflügel finden lassen, wo sie jeweils um ein Zwerchhaus herum angeordnet sind. Ihre Gestalt ist dadurch ungewöhnlich, dass sie anstelle eines für die Giebelgaube typischen Giebels eine Haube aufweisen, die vor der Gaube sitzt und dadurch freischwebend wirkt. An diesen Flügeln wiederholt sich das Motiv der gepaarten Rundbogenfenster in beiden Geschossen. Zur Hofseite hin ist das Gebäude deutlich schlichter gestaltet. Auf dem dortigen Anbau befindet sich ein glockenturmartiger Aufsatz, mit geschweifter Haube. Die drei Risalite sowie die Zwerchhäuser der Seitenflügel weisen zahlreiche weitere Details auf, darunter Voluten, Reliefs und Pilaster.
Das Gebäude mit der Adresse Lindenring 21–24 steht als Baudenkmal unter Denkmalschutz und ist im Denkmalverzeichnis mit der Nummer 094 80725 erfasst.